# Chad Muska

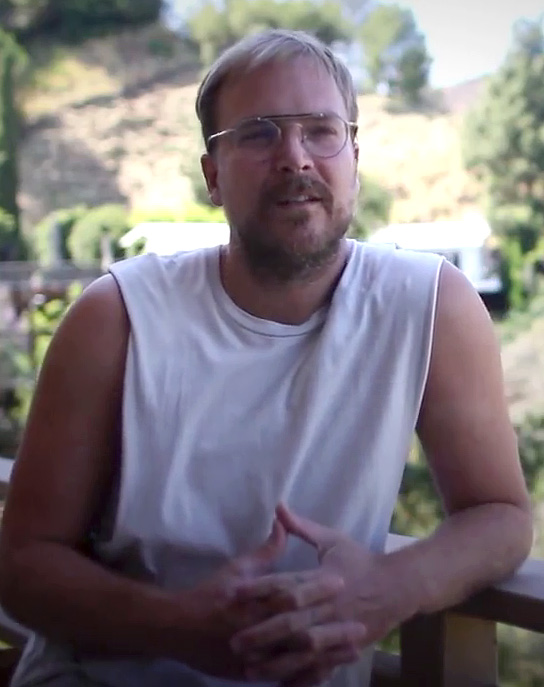
Chad Muska, 2017

Chad Muska (Lorain, Ohio, 2 mei 1977) is een professioneel Amerikaans skateboarder. 

## MuskaBeatz
Naast skateboarden houdt Chad zich ook bezig met muziek. MuskaBeatz is zijn zelfgemaakte Hip Hop album (2003).

## Skateboard carrière
Op zijn 11e begon hij met skateboarden, maar in 2004 nam hij een tijdelijke break om zich meer bezig te houden met zijn muziek. In die tijd date hij ook nog weleens met Paris Hilton. Aan het einde van 2005 kwam hij terug in de industrie. Op 1 juli 2006 verliet hij zijn sponsor Shorty's en kwam bij Element Skateboards terecht. 

## Huidige Sponsoren
- Supra Footwear
- KR3W Apparel
- Element Skateboards
- Ricta Wheels
- Mob Griptape
- Independent Trucks
- Brooklyn Projects

Hij heeft zijn eigen pro-signature shoe van zijn sponsor Supra: de Skytop. Deze is verkrijgbaar in wit, zwart, goud- en zilverkleurig.

## Video's
Chad kwam voor in verschillende Shorty's video's:
- Guilty
- Toysoldierz
- Fulfill The Dream
- How To Go Pro
- Bak2Basics